# ライアン・ポッター
ライアン・ポッター（Ryan Potter,  1995年9月12日 - ）は、アメリカ合衆国の俳優、声優である。

## 来歴
1995年、オレゴン州ポートランドに生まれる。父親が日本人で、その後東京に移り住み、世田谷区用賀の保育園に通っていたという。7歳のときに両親が離婚してアメリカへ帰国し、母親のもとで育った。15歳のときから演技をはじめ、2011年にテレビドラマシリーズ『Supah Ninjas』の主役マイク・フクナガ役に抜擢されてデビューを飾った。その後も、キャリアを順調に重ねており、2014年に公開されたアニメ映画『ベイマックス』では、主人公の日本人少年ハマダ・ヒロの声を担当した。また、2018年からはNetflix限定ドラマ『TITANS/タイタンズ』にて、タイタンズのメンバーである、ガーフィールド・ローガン(ビーストボーイ)を演じている。2020年に放送予定の映画『ジュラシック・ワールド』シリーズのNetflixのテレビアニメ『ジュラシック・ワールド/サバイバル・キャンプ』では主人公ら6人の少年少女の中の1人ケンジ・コンの声を担当する事が決まった。

## 出演作品

### 映画
- Save the Date (2013) ※短編
- Senior Project (2014)
- ベイマックス Big Hero 6 (2014) ※声の出演
- Write It in the Sky (2014) ※短編
- Underdog Kids (2015)

### テレビドラマ
- ハイスクール・ニンジャ Supah Ninjas (2011 - 2013)
- TITANS/タイタンズ (2018 - )

### アニメ
- ジュラシック・ワールド/サバイバル・キャンプ Jurassic World Camp Cretaceous (2020)※声の出演

### ビデオゲーム
- Disney Infinity: Marvel Super Heroes (2014)